# Amtsgericht Bitterfeld-Wolfen

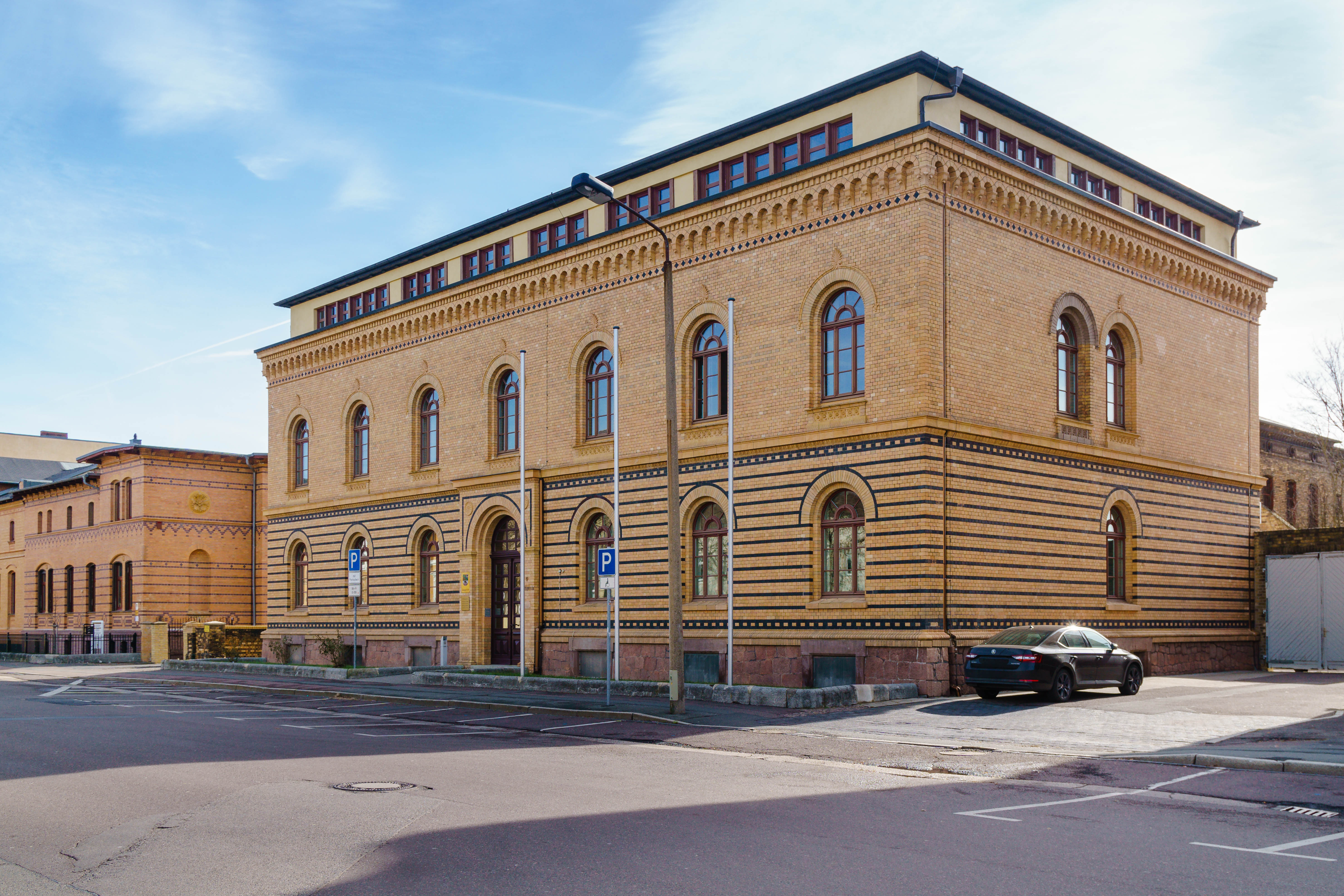
Hauptgebäude des Gerichtes (2017)

Das Amtsgericht Bitterfeld-Wolfen ist ein Gericht der ordentlichen Gerichtsbarkeit und eines von fünf Amtsgerichten (AG) im Bezirk des Landgerichtes Dessau-Roßlau.

## Gerichtssitz und -bezirk
Sitz des Gerichtes ist Bitterfeld-Wolfen, die größte Stadt im Landkreis Anhalt-Bitterfeld. Der 517 km² große Gerichtsbezirk umfasst die Städte Bitterfeld-Wolfen, Sandersdorf-Brehna und Zörbig sowie die Gemeinden Muldestausee und Raguhn-Jeßnitz. In ihm leben mehr als 85.000 Menschen. 
Für Insolvenzverfahren ist das Amtsgericht Dessau-Roßlau zuständig, das auch Zentrales Vollstreckungsgericht ist. Mahnverfahren werden vom Amtsgericht Aschersleben, dem gemeinsamen Mahngericht der Länder Sachsen-Anhalt, Sachsen und Thüringen, bearbeitet. Registergericht ist das Amtsgericht Stendal.

## Gebäude
Das Gericht ist im unter Denkmalschutz stehenden Gebäude Lindenstraße 9 in Bitterfeld untergebracht. Einzelne Abteilungen wurden in die Nebengebäude Lindenstraße 4 und Lindenstraße 14 ausgelagert.

## Übergeordnete Gerichte
Dem Amtsgericht Bitterfeld-Wolfen ist das Landgericht Dessau-Roßlau übergeordnet. Zuständiges Oberlandesgericht ist das Oberlandesgericht Naumburg.

## Geschichte
Von 1849 bis 1879 bestand in Bitterfeld die Gerichtskommission Bitterfeld des Kreisgericht Delitzsch im Sprengel des Appellationsgerichtes Naumburg. Im Rahmen der Reichsjustizgesetze wurden 1879 reichsweit einheitlich Oberlandes-, Land- und Amtsgerichte gebildet. Das königlich preußische Amtsgericht Bitterfeld wurde mit Wirkung zum 1. Oktober 1879 als eines von 18 Amtsgerichten im Bezirk des Landgerichtes Halle im Bezirk des Oberlandesgerichtes Naumburg gebildet. Der Sitz des Gerichtes war die Stadt Bitterfeld. Sein Gerichtsbezirk umfasste den Landkreis Bitterfeld außer den Teilen, die den Amtsgerichten Delitzsch, Düben-Gräfenhainchen, Löbejün, Schönebeck und Zörbig zugeordnet waren. 
Am Gericht bestanden 1880 zwei Richterstellen. Das Amtsgericht war damit ein mittelgroßes Amtsgericht im Landgerichtsbezirk. Nach dem Zweiten Weltkrieg wurden die Gerichtsbezirke im Zusammenhang mit der Bildung des Landes Sachsen-Anhalt neu geordnet. Das Amtsgericht Bitterfeld kam damit zum Landgericht Dessau. Im Jahre 1952 wurden in der DDR die Amts-, Land- und Oberlandesgerichte abgeschafft und einheitlich Kreis- und Bezirksgerichte gebildet. Damit wurde das Amtsgericht Bitterfeld aufgehoben. Bitterfeld kam zum Kreis Bitterfeld, daher entstand das Kreisgericht Bitterfeld im Sprengel des Bezirksgerichtes Halle.
Mit dem Gerichtsorganisationsgesetz vom 24. August 1992 wurden nach dem Zusammenbruch der DDR die Gerichtsorganisation angepasst und die traditionellen Gerichte in Sachsen-Anhalt wieder hergestellt. Damit wurde das Kreisgericht aufgehoben, und das Amtsgericht Bitterfeld entstand neu. Mit der Fusion von Bitterfeld und Wolfen 2007 wurde das Gericht in Amtsgericht Bitterfeld-Wolfen umbenannt.